# (21609) Williamcaleb
(21609) Williamcaleb (1999 JQ41) – planetoida z grupy pasa głównego asteroid okrążająca Słońce w ciągu 3,61 lat w średniej odległości 2,35 j.a. Odkryta 10 maja 1999 roku.